# Família Vanderbilt

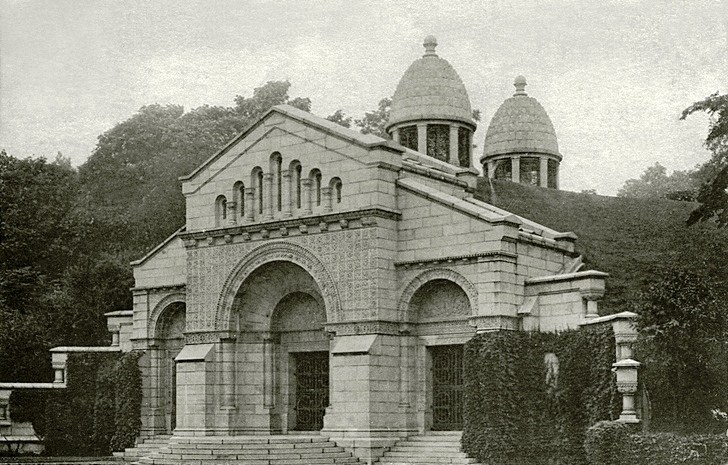
O mausuléu dos Vanderbilt no Moravian Cemetery em Nova Iorque.

A família Vanderbilt é uma família norte-americana de ascendência holandesa, que ganhou notoriedade na história dos Estados Unidos ao longo da chamada Era de Ouro.
O seu êxito financeiro começou com os impérios marítimos e ferroviários de Cornelius Vanderbilt, tendo a família expandido os negócios para várias outras áreas da indústria e filantropia. Os descendentes de Cornelius Vanderbilt construíram grandes mansões na Quinta Avenida, em Nova Iorque, luxuosas "cabanas de verão" em Newport (Rhode Island), a palaciana Casa Biltmore, em Asheville (Carolina do Norte), e vários outros lares opulentos.
Os Vanderbilt já foram a família mais rica dos Estados Unidos da América. Cornelius Vanderbilt foi o americano mais rico até à sua morte em 1877. Depois disso, o seu filho William adquiriu a fortuna do pai e foi o americano mais rico até à sua morte em 1885. O destaque dos Vanderbilts durou até meados do século XX, quando as dez grandes mansões da Quinta Avenida foram demolidas, e a maioria das outras casas de Vanderbilt foram vendidas ou transformadas em museus no que foi chamado de "Queda da Casa de Vanderbilt".
Vários ramos da família podem ser encontrados na costa leste dos Estados Unidos. Descendentes contemporâneos incluem o jornalista Anderson Cooper, o ator Timothy Olyphant, o músico John P. Hammond e o roteirista James Vanderbilt.